# 西式糕點

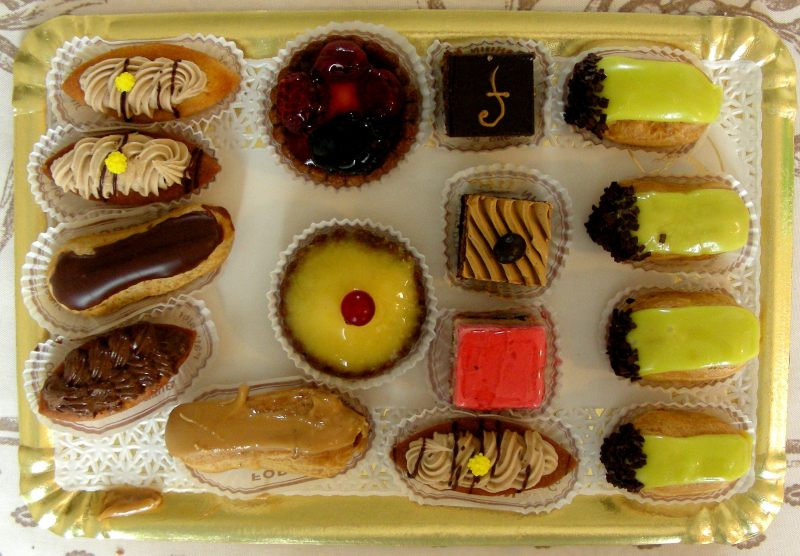
各式各樣的西式糕餅

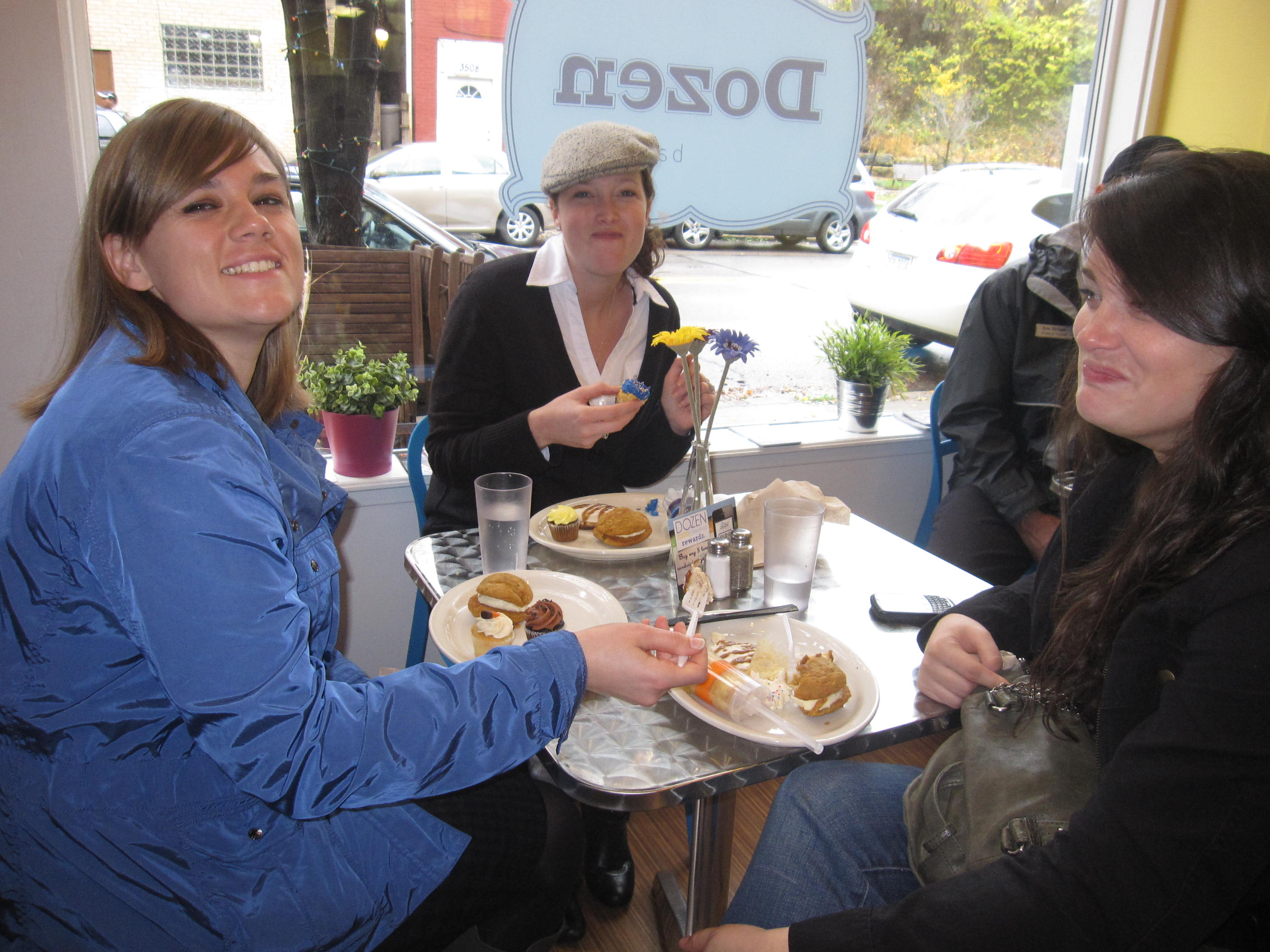
人們正在享用西式糕點

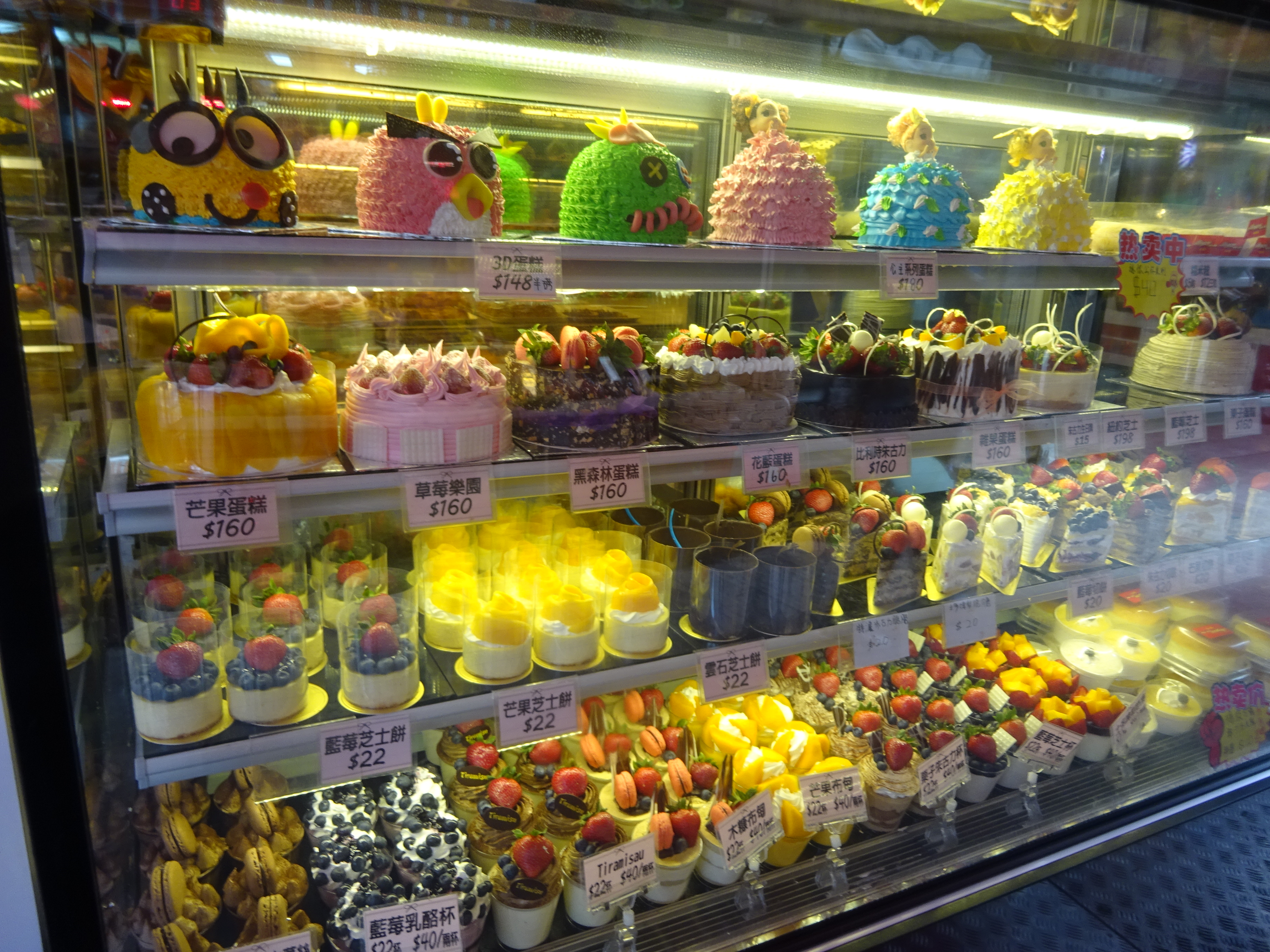
香港一處正售賣西餅的商店

西式糕點、西式糕餅，中文简称西點、西饼，日文寫為洋菓子，是指源於西方世界的、烘烤製成的“點心、麵包、三明治、蛋糕、鬆餅、餅乾、慕斯”的總稱。西式糕点由於以甜味食物為主，亦可作西式甜點、西式茶點的称谓。在中文語境中，唯獨冰淇淋、布丁等柔軟性極強、需要徹底的冰涼食用的甜點不能算做此類，其餘幾乎所有西方的甜品、非主食類的鹹味麵粉製品均可納入此類。

## 概述
西式糕餅多屬甜品，常用原料包括麵粉、牛奶、牛油、食糖、奶油、朱古力、水果、果仁等，輔助以各種食品添加剂，並以烤爐高溫烘製為主，或以特定的工藝製成。不過在西式糕點中，也有大量鹹派、肉派、蔬菜派、魚派等鹹味食物，例如英國的仰望星空派、美國的火雞肉派等。
單單以“甜點”來看，以法國的甜點最負盛名，例如：馬卡龍、可麗餅、檸檬塔、閃電泡芙、法式千層酥、舒芙蕾、可麗露、瑪德蓮等；而意大利的甜點，例如：提拉米蘇、草莓醬甜甜圈、黃金麵包、薩巴里安尼等亦有強大的知名度；其餘西式糕點中西班牙的巴斯克、比利時的格子鬆餅、德國的黑森林蛋糕、美國的杯子蛋糕、北歐的肉桂捲、日本的洋菓子都極具各個國家的特色；在英國傳統上，西餅配紅茶、奶茶、咖啡等熱飲，於下午茶時品嚐。
由於在19世紀前西方社會糖作為奢侈品，僅為上層社會的專利，食用甜點會被視為是貴族的象徵，所以在西餐中甜點是有一定地位的；其餘糕點則為普通庶民的美食；由於後來糖被普遍使用，所以甜點亦同時普及起來，發展出多元化的特色。現在，很多人都會在餐後都可以自由享用甜點。
- 香港的蛋撻
- 丹麥的巧克力曲奇
- 德國的巧克力蛋糕
- 美國的蘋果派
- 日本的草莓奶油蛋糕
- 法式檸檬塔
- 情人节巧克力
- 意大利的起士蛋糕
- 櫥櫃中被展示的甜點
- 餅乾拼盤

## 種類
- 蛋糕
- 糖果、巧克力
- 餅乾
- 布丁、果凍、冰淇淋
- 西式餡餅、英式奶油茶点
- 提拉米蘇
- 泡芙

## 生理
由於甜食可以促進胃酸的分泌，因此餐後適度食用甜點可以幫助消化。但具有消化道潰瘍的患者則應節制甜食，以免加重病情。

## 相關
- 中式糕點
- 小吃
- 甜味
- 糖水
- 點心
- 零食
- 冰品